# Gieorgij Tibiłow (ur. 2000)
Gieorgij Omarowicz Tibiłow (ros. Георгий Омарович Тибилов; ur. 25 kwietnia 2000) – rosyjski, a od 2023 roku serbski zapaśnik startujący w stylu klasycznym. Olimpijczyk z Paryża 2024, gdzie zajął dwunaste miejsce w kategorii do 60 kg. 
Brązowy medalista mistrzostw świata w 2023. Wicemistrz Europy w 2025 i trzeci w 2023. Trzeci na mistrzostwach Rosji w 2022. Trzeci na MŚ juniorów w 2019. Mistrz Europy kadetów w 2016 roku.